# Casa Enric Vila
La Casa Enric Vila és una obra eclèctica de Cardedeu (Vallès Oriental) protegida com a Bé Cultural d'Interès Local.

## Descripció
Edifici de planta rectangular entre mitgeres, amb planta baixa, dos pisos, golfes i coberta de teula àrab de dos aiguavessos amb carener paral·lel a la façana principal. Aquesta presenta tres eixos de composició vertical constituïts per obertures rectangulars amb un emmarcament senzill. La planta baixa, amb una porta d'arc a nivell flanquejada per dues finestres, està ocupada per un local d'ús comercial. Al primer pis hi ha una porta de dues batents que dona a un balcó individual format per una llosana de pedra i baranes de ferro forjat decorades amb volutes. Als laterals hi ha dos balcons ampitadors, amb baranes de ferro forjat del mateix estil que les del balcó central.
Al pis superior es repeteix la mateixa seqüència, amb un balcó central flanquejat per dues obertures que, en aquest cas, són finestres. El nivell de les golfes, separat visualment de la resta de pisos mitjançant una línia d'imposta horitzontal, té una sèrie de tres respiralls circulars de gelosia amb motius florals. Remata la façana una cornisa motllurada sense ornamentar i un muret que no permet veure la teulada a peu de carrer.
La façana posterior, construïda conjuntament amb la façana de l'edifici veí del número 13, tenia galeries cobertes al primer i segon pis, ara substituïdes per finestres rectangulars.
El parament de la façana principal és estucat imitant filades de carreus horitzontals, amb un aplacat de peces de marbre a la planta baixa.

## Història
El 10 de juny de 1888 es va concedir el permís d'obres a Josep Ramis Muñoz per construir aquest edifici d'habitatges amb locals comercials a la planta baixa, que incloïa també l'edifici veí en un únic projecte. L'arquitecte fou Pere Samsó Heras.
En la dècada dels anys 70 del segle XX es van realitzar obres de reforma a la planta baixa per a un nou local comercial, tot modificant les obertures i aplacant les peces de marbre a la façana.